# Ptychostomum cryophilum
Ptychostomum cryophilum là một loài Rêu trong họ Bryaceae. Loài này được (Martensson) J.R. Spence mô tả khoa học đầu tiên năm 2005.